# Cuneocytheridae
Cuneocytheridae é uma família de ostracodes pertencentes à ordem Podocopida.
Géneros:
- Cuneocythere Lienenklaus, 1894
- Dicrorygma Poag, 1962